# پراید بالتیمور
پراید بالتیمور (به انگلیسی: Pride of Baltimore) یک کشتی بادبانی دوکله است که طول آن ۹۰ فوت (۲۷ متر) می‌باشد. این کشتی مجهز به بادبان تاپسل در سال ۱۹۷۷ ساخته شد. 